# Villers-l'Hôpital
Villers-l'Hôpital é uma comuna francesa na região administrativa de Altos da França, no departamento de Pas-de-Calais. Estende-se por uma área de 8,4 km². Em 2010 a comuna tinha 267 habitantes (densidade: 31,8 hab./km²).